# René Theophile Hyacinthe Laënnec
René-Théophile-Marie-Hyacinthe Laennec, o Laënec,  més conegut amb el nom de René Laennec, (Quimper, 17 de febrer de 1781 - Ploaré, 13 d'agost de 1826), fou un metge i científic bretó, inventor de l'estetoscopi.
Fou deixeble de Bichat i de Jean-Nicolas Corvisart a París.
En el seu llibre De l'auscultation médiate (1819) proposà un nou mitjà de diagnosi, amb l'ajut d'un rudimentari estetoscopi de paper.
Fundà la medicina anatomicoclínica, que compara els símptomes de la malaltia amb les lesions que produeix a l'organisme. A ell se li deu també la descripció de nombroses afeccions patològiques, com la cirrosi de Laennec i el melanoma.
Va morir de tuberculosi, malaltia que estava investigant.

## Biografia

### Origen familiar i infància
René Laennec era fill i net d'advocats. El seu avi, Michel Alexandre Laennec, va ser alcalde de Quimper entre 1763 i 1765.
El seu pare, Théophile-Marie Laennec (1747-1836), era advocat i magistrat de Quimper. Parlava en bretó, i el propi René el va aprendre i l'utilitzava en la seva correspondència amb el seu pare.
La seva mare, Michelle Guesdon, que estava relacionada amb Anne-Marie Audouyn de Pompéry, la «Sévigné cornouaillaise» de la que ell era el cosí i que el va rebre diverses vegades en el seu château de Couvrelles. Laennec tenia de besoncle a Dom Mauricie de Beaubois, autor d'Une histoire de la Bretagne (Una història de la Bretanya).
La seva mare, Michelle, va morir en 1786 de tuberculosi (va ser enterrada el 15 de desembre de 1786 al cementiri de l'església de Sant-Mathieu de Quimper). El seu pare, llavors un tinent en el ministeri de Marina a Quimper, va ser incapaç de tenir cura d'ell. Després de ser confiat a un oncle, el rector d'Elliant, René Laennec va ser recollit en 1797 per Guillaume François Laennec, un altre dels seus oncles, un metge en Nantes, professor i director de l'escola de medicina, i que va ser rector de la Universitat de Nantes abans de ser retirat a principis de la Revolució.

### Formació
Seguint l'exemple d'aquest últim, Laennec va començar estudiar medicina. En 1800, ell estava estudiant a París sota la direcció de Jean-Nicolas Corvisart a l'hôpital de la Charité i amb altres professors com Guillaume Dupuytren. Va rebre el doctorat en medicina en 1804.
A continuació, va practicar l'anatomia patològica amb Gaspard Laurent Bayle. Va estudiar les malalties de les lesions trobades en l'autòpsia i, en particular, la cirrosi.

### Activitat professional

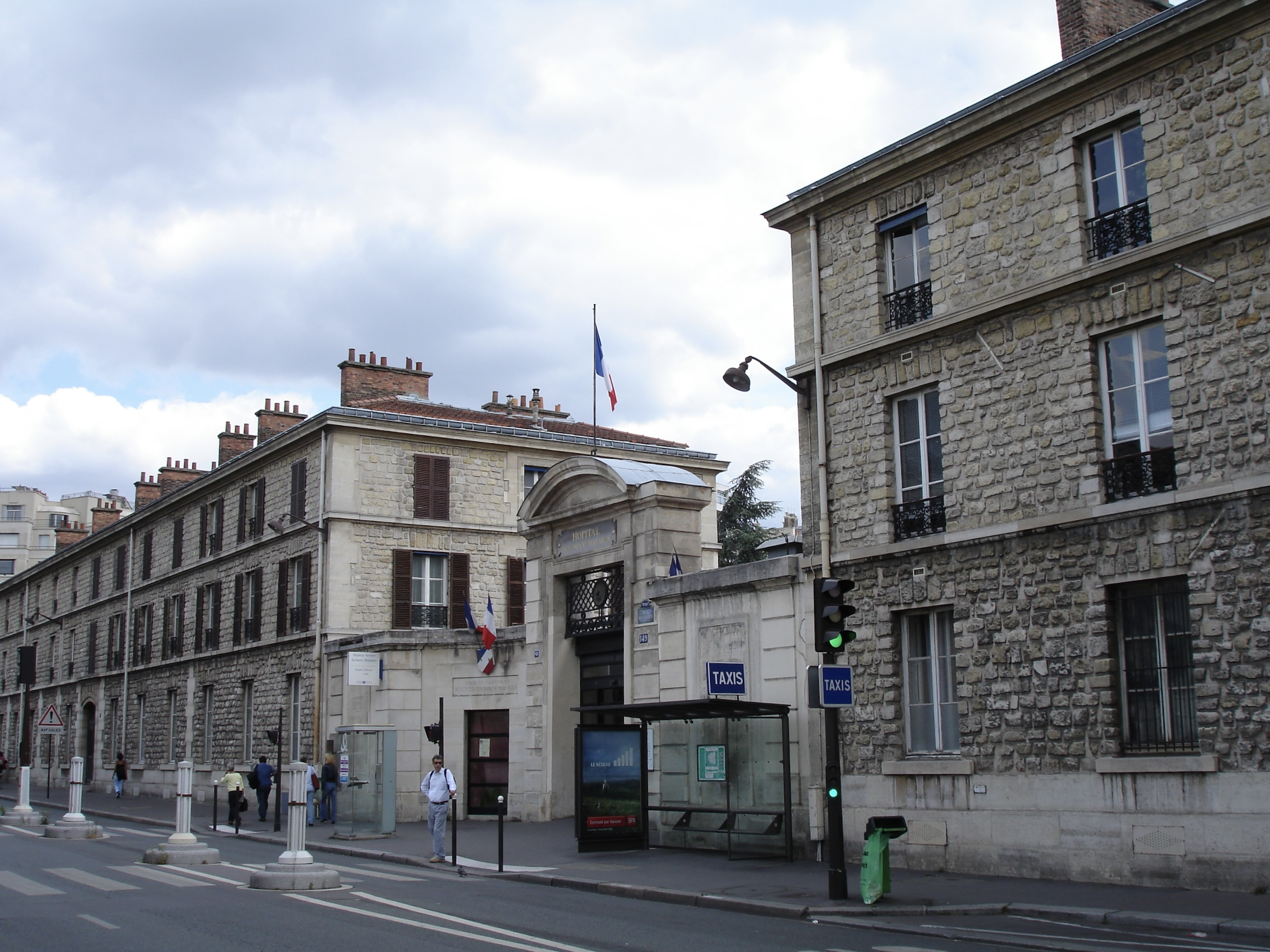
Hôpital Necker, París

En 1816, va ser nomenat a l'hôpital Necker. S'interessa per les malalties pulmonars i identifica als seus pacients utilitzant la tècnica de percussió, àmpliament descrita per primera vegada pel metge austrohongarès Leopold Auenbrugger en 1761 en el seu llibre Inventum Novum i difós per Corvisart, un mètode que proporciona informació sobre l'estat un òrgan escoltant el soroll produït per l'encunyació dels dits al nivell d'aquest últim.
És en aquest context que va crear, al 17 de febrer de 1816, l'estetoscopi, al principi un simple rotllo de paper lligat al que va nomenar «pectoriloque», i que va permetre distanciar l'orella del doctor seu pacient per raons de modèstia.  Aviat va millorar l'estetoscopi en un cilindre de fusta i desmuntable, i el seu ús està testificat en les fulles dels malalts de març de 1817 de l'hospital Necker. Va fundar així una nova pràctica per a l'anàlisi dels sons interns del cos i vincular-los a les lesions anatòmiques, el que serà particularment útil per al diagnòstic de malalties respiratòries, inclosa la tuberculosi.
Al febrer de 1818, presenta les seves troballes en un discurs a l'Acadèmia de Medicina, i el 1819 va publicar el seu Traité d'auscultation médiate (Tractat d'auscultació), on classifica els sorolls al pit.
En 1822 es va graduar en medicina pràctica al Collège de France.

### La invenció de l'auscultació

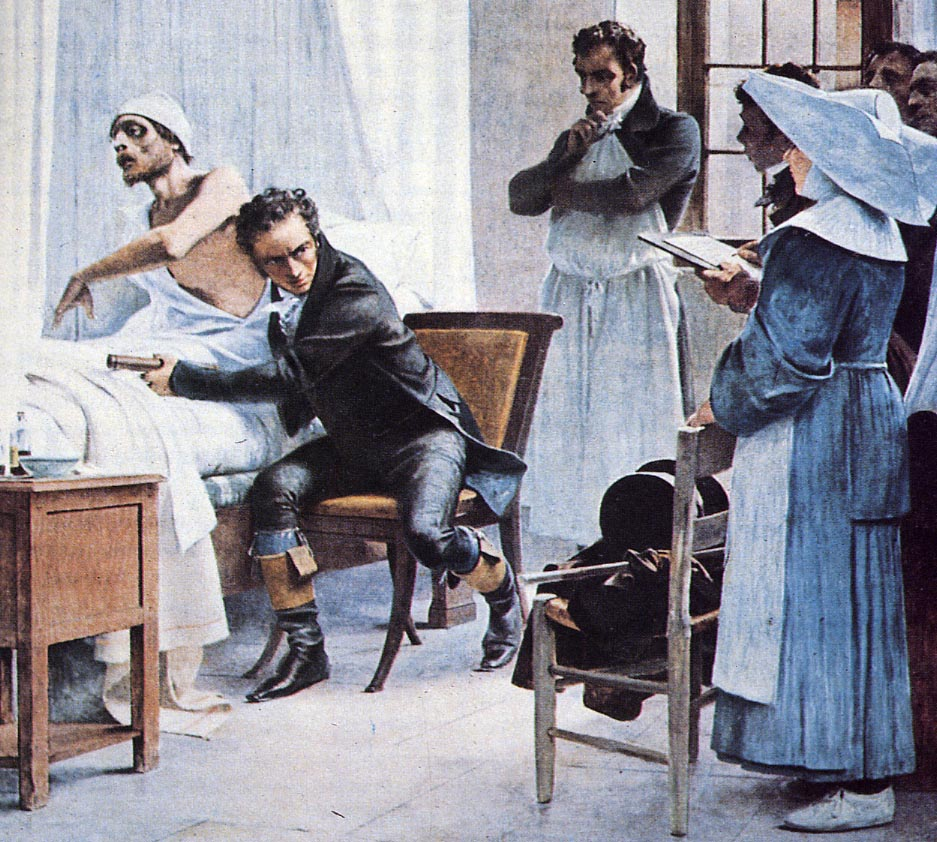
«Laennec a l'hôpital Necker examinant a un tísic davant dels seus estudiants, 1816» Peristil de La Sorbona
(Pintura de Théobald Chartran)

Durant una tarda d'octubre, mentre es passejava per sota dels portells del Louvre, va veure uns nens que jugaven al pati entre la runa. Un nen gratava el final d'una llarga biga amb la punta d'una agulla. A l'altre extrem, uns altres nens amb l'orella enganxada a la biga escoltaven els sons, lluitant per a escoltar i riure pel descobriment. Laennec es va aturar davant dels nens que li van donar la resposta a un problema que existia des de feia molt de temps. Quan va arribar a la consulta una jove cardíaca, ell va demanar un full de paper, el va enrotllar en forma de cilindre i va recolzar un extrem contra el pit de la pacient i l'altre contra la seva orella, i va escoltar el doble so del cor i de la respiració que li van arribar amb claredat. Havia inventat l'auscultació.
També va ser ell qui va donar a aquest instrument el nom d' «estetoscopi», (del grec stethos, que significa «pit»). L'estetoscopi com el coneixem actualment (amb un embut per a cada orella) va ser inventat per l'estatunidenc George Cammann en 1852.
En 22 mesos, Laennec va descobrir tota la semiologia pulmonar i la medicina va fer un gran salt. La seva classificació dels sons d'auscultació (raneres, crepitacions, sibilàncies…) encara és utilitzat pels metges.
No obstant això, aquest nou mètode d'auscultació no va ser fàcilment acceptat per alguns metges, que preferien el mètode habitual d'escoltar amb l'oïda en contacte directe amb el pit (auscultació immediata). En 1885, un professor de medicina va arribar a dir: «Només tenim les orelles per a escoltar, deixeu-nos utilitzar les nostres orelles i no ens obligueu a fer servir un estetoscopi». Fins i tot el fundador de l'American Heart Association (Associació Americana del Cor), el Dr. Lewis A. Connor (1867-1950) portava sempre un mocador de seda destinat a ser col·locat en la paret toràcica per l'auscultació directa amb l'orella.

### Altres contribucions a la medicina

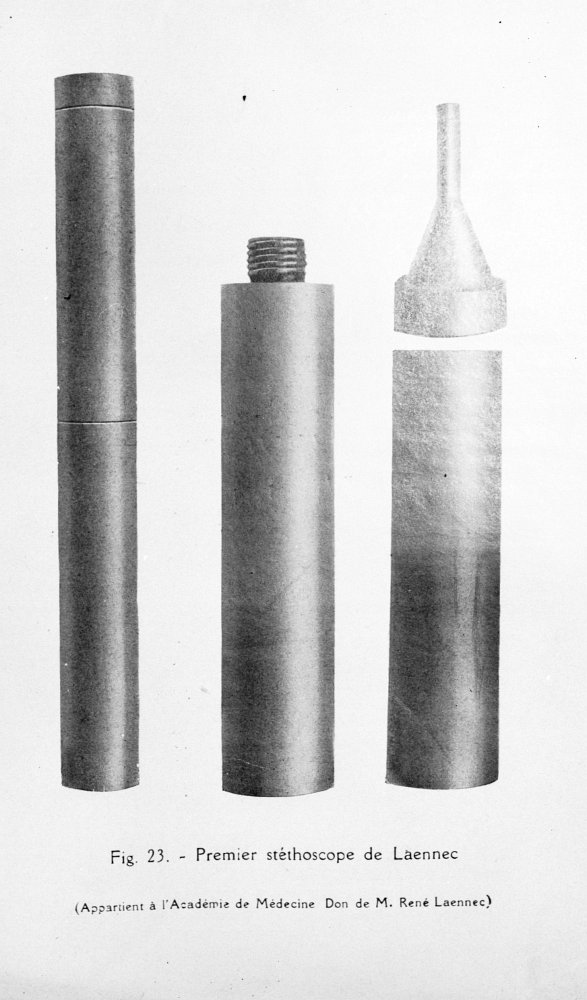
El primer estetoscopi de Laennec, en Les Biographies médicales. Notes pour servir à l'histoire de la médecine et des grands médecins

Entre les seves altres contribucions a la medicina també s'ha d'incloure una descripció de la peritonitis i la cirrosi. Tot i que la cirrosi era una malaltia coneguda, va ser Laennec qui li va donar el seu nom, fent servir la paraula grega kirrhos (κίρῥος, marró), que es refereix als nòduls de color taronja-groc característics de la malaltia.
També va crear el terme melanoma a partir del grec melanos (μελανός, negre), i va descriure les metàstasi pulmonars del melanoma. En 1804, quan encara era un estudiant de medicina, va ser el primer a donar una conferència sobre el melanoma. La conferència es va publicar després, en 1805. Amb els anys, les relacions entre Laennec i Dupuytren es van convertir en execrables, ja que el segon va criticar al primer de no haver fet esment de la seva feina en aquesta àrea ni del seu paper en els seus descobriments.
També va fer moltes contribucions al coneixement de la tuberculosi.
La seva contribució més important a la medicina va ser la introducció d'un rigor totalment científic que imposava regles d'observació objectiva. Quan va publicar el seu tractat en 1819, va escriure emfatitzat aquest lema en grec: «la part més important del nostre art és ser capaç d'observar correctament.»
El seu llibre es va tenir en alta estima per molts metges i es va considerar l'estàndard de la pràctica mèdica. El professor Benjamin Ward Richardson va escriure en el seu llibre Els deixebles d'Esculapi que l'estudiant de medicina real ha de llegir el tractat de Laennec sobre l'auscultació i l'ús de l'estetoscopi com a mínim un cop cada dos anys i practicar el seu art. El seu treball original el situa entre els grans pioners al costat de Vesal, Harvey i Hipòcrates.

### Epònim
De vegades la cirrosi també s'anomena «la cirrosi de Laennec». perquè Laennec va ser un dels primers a reconèixer aquesta afecció com una entitat patològica. També hi ha altres termes mèdics que han romàs associats amb el nom: la cirrosi de Laennec es refereix a l'aparença del fetge durant la seva regeneració en el qual es compon de petits lòbuls separats per un teixit fibrós fi.
El «trombe de Laennec» és un trombe que es forma en el cor abans del naixement. El «esput de perles de Laennec» es refereixen a l'esput asmàtic. El «murmuri de Hamman», també conegut com el «símptoma de Laennec-Hamman» o «símptoma Laennec-Müller-von Bergmann-Hamman» o «espurneig Hamman», és un soroll crepitant sentit en la regió precordial en l'emfisema mediastinal espontàni.

### La seva mort
No obstant això, ell mateix estava patint la tuberculosi. El seu nebot, Mériadec Laennec (que va fer una carrera política i en 1849 va ser president del Conseil général de la Loire-Inférieure (Consell General del Baix Loira), el va auscultar amb l'estetoscopi inventat pel seu oncle i va trobar els fatídics símptomes de la tuberculosi. Es va retirar a la seva mansió de Kerlouarnec en Ploaré, prop de Douarnenez, on va morir el 13 d'agost de 1826 a l'edat de 45 anys.
En el seu testament, va llegar al seu nebot l'estetoscopi, que considerava «el major llegat de la seva vida».

## La personalitat de Laennec
Era catòlic i molt religiós. Tenim molts testimonis de la seva pietat i caritat als pobres que es va convertir en proverbial. Va ser molt estimat pels seus col·legues i estudiants, especialment pels seus estudiants anglòfons.

## Publicacions
- Propositions sur la doctrine d'Hippocrate, relativement à la médecine pratique, présentées et soutenues à l'École de médecine de Paris, le 22 prairial an xii (tesi de medicina, 1804)
- De l'Auscultation médiate, ou Traité du diagnostic des maladies des poumons et du cœur, fondé principalement sur ce nouveau moyen d'exploration (2 volums, 1819)
- Traité inédit sur l'anatomie pathologique, ou Exposition des altérations visibles qu'éprouve le corps humain dans l'état de maladie (1884)
- La Guerre des Vénètes : poème épique héroï-comique (1931)

## Homenatges
En Quimper es va inaugurar el maig del 1868, en l'esplanada entre l'ajuntament i la catedral, una estàtua de bronze esculpida per Eugène-Louis Lequesne, erigida per subscripció dels metges bretons, francesos i estrangers. En la Facultat de Medicina de París, existeix un bust de bronze de Laennec del mateix escultor, donat pel professor Potain en 1883. Davant de la Facultat de Medicina de Nantes també hi ha una estàtua de bronze. A la mateixa ciutat, un hospital té el seu nom i el del seu oncle.
A la paret exterior de l'hôpital Necker, on Laennec va desenvolupar l'auscultació amb un estetoscopi, prop de l'entrada de l'hospital en la 149 rue de Sèvres, es va col·locar una llosa de marbre amb el retrat de Laennec amb aquesta inscripció: «En aquest hospital Laennec va descobrir auscultació. 1781-1826». Alguns dels edificis hospitalaris més antics encara existeixen en aquest hospital modern. El nou edifici pediàtric, en la cantonada de Boulevard du Montparnasse i de la Rue de Sèvres, porta el seu nom.
René Laennec va donar el seu nom a una escola en Bretanya, l'escola pública de Pont-l'Abbé, Finisterre.
Un dels dos llocs de la Facultat de Medicina Lió-Est, propietat de la Universitat Claude Bernard Lyon 1 es diu RTH Laennec després d'abandonar el nom de la facultat anterior Alexis Carrel, objecte de controvèrsia. A més, molts hospitals també es diuen Laennec. El seu nom va ser donat a un vaixell de Messageries Maritimes.

El servei de correus francés va emetre un segell especial el 1952, amb el número 936 del catàleg Yvert et Tellier. 

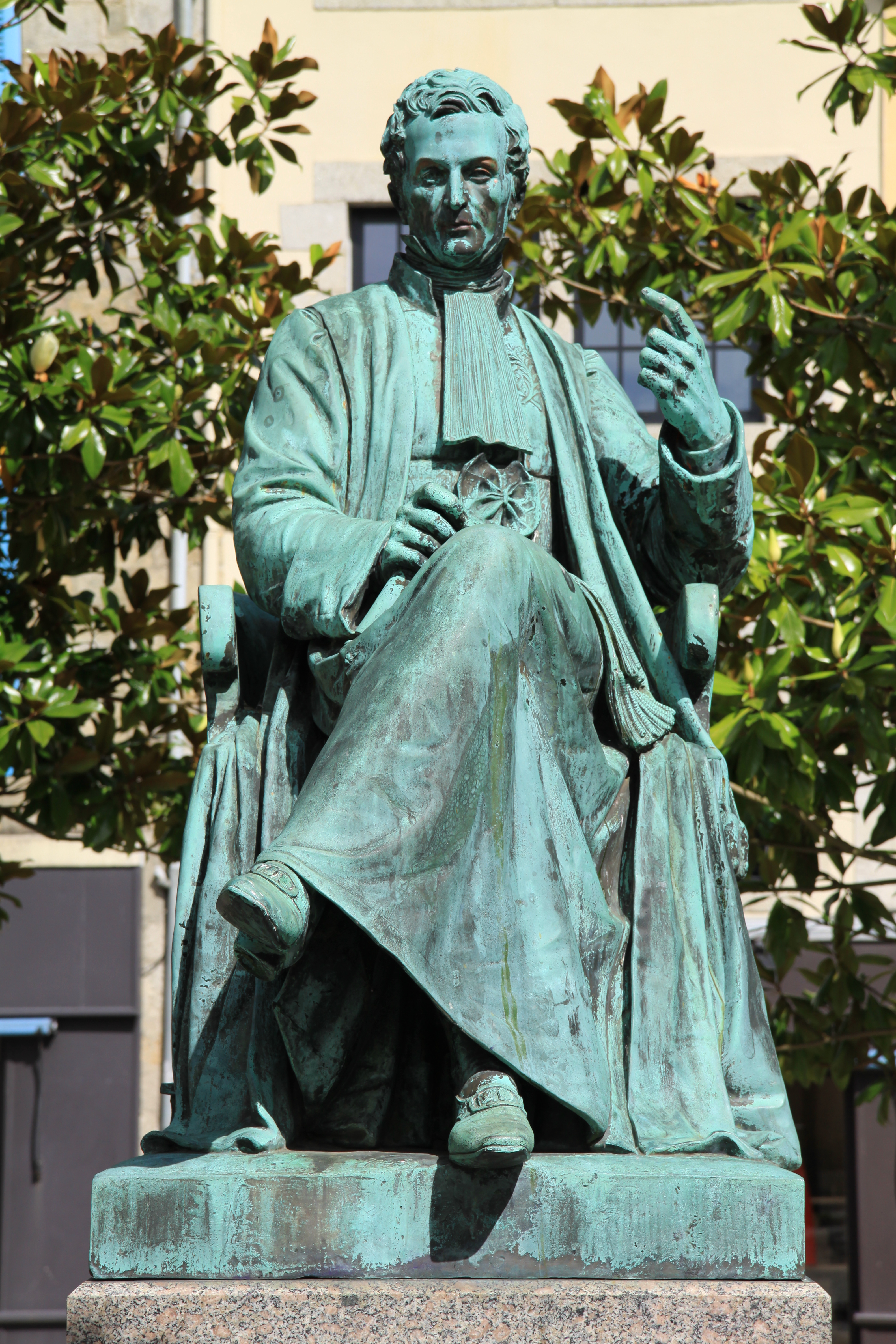
Estàtua de Laennec (Quimper)
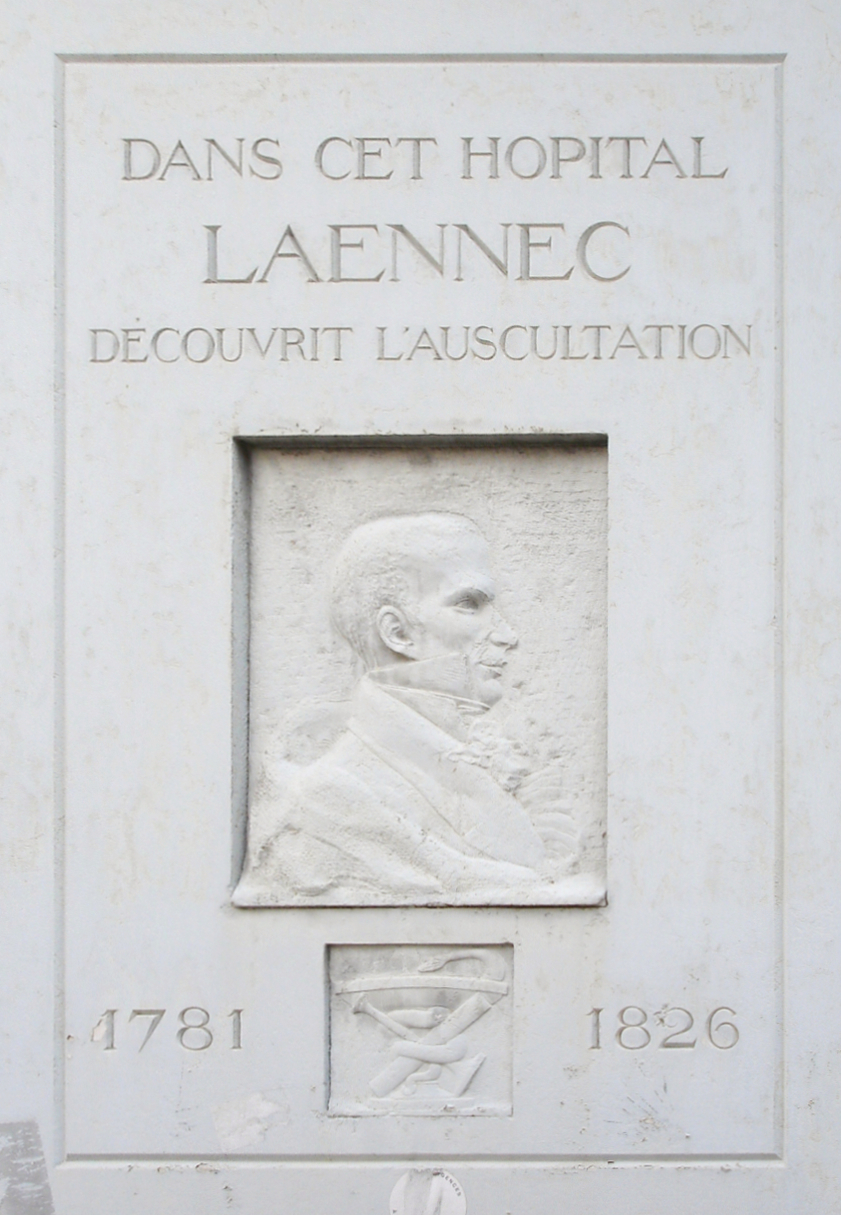
Placa commemorativa (Hospital Necker, París)
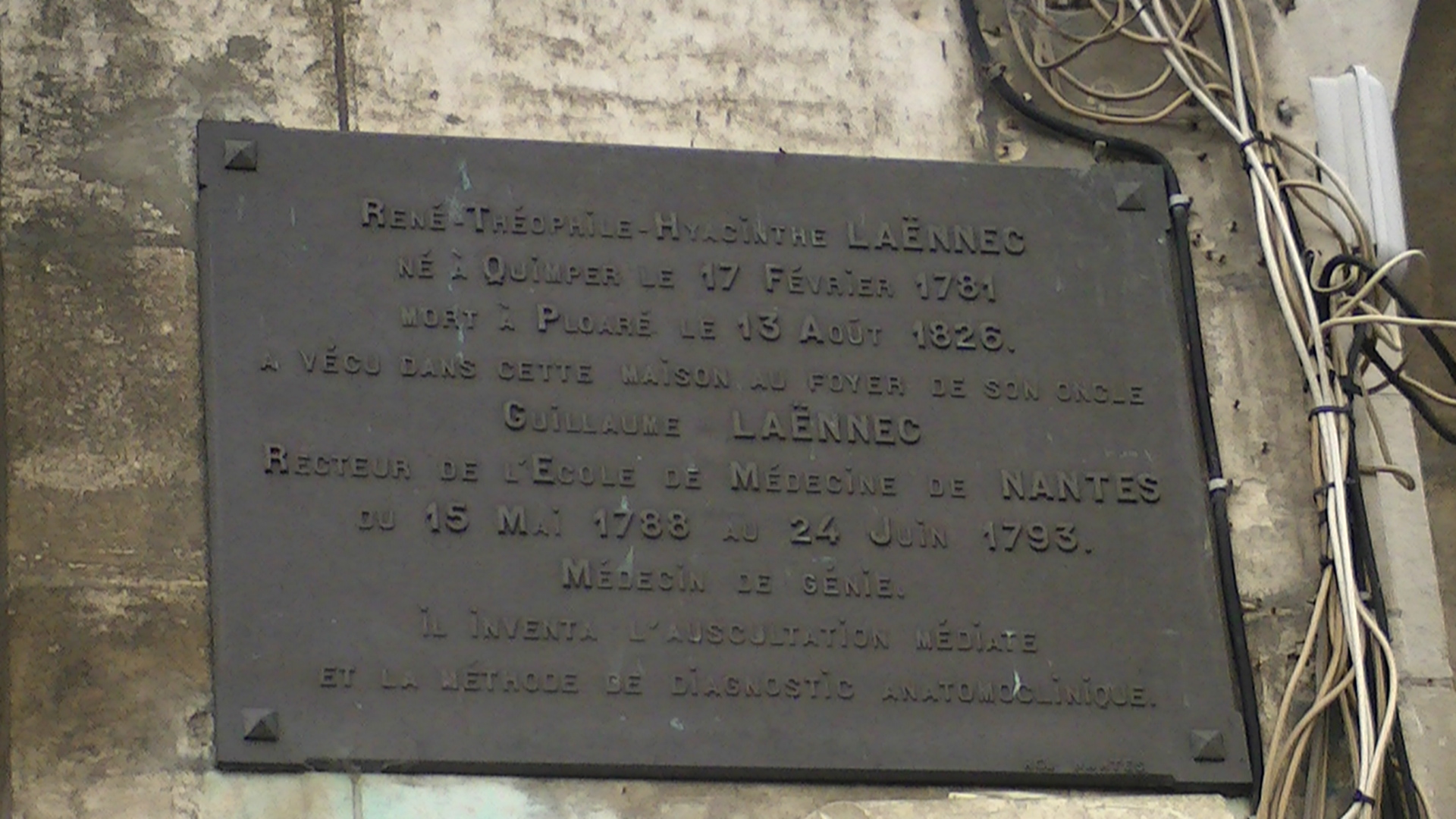
Placa commemorativa (Nantes)
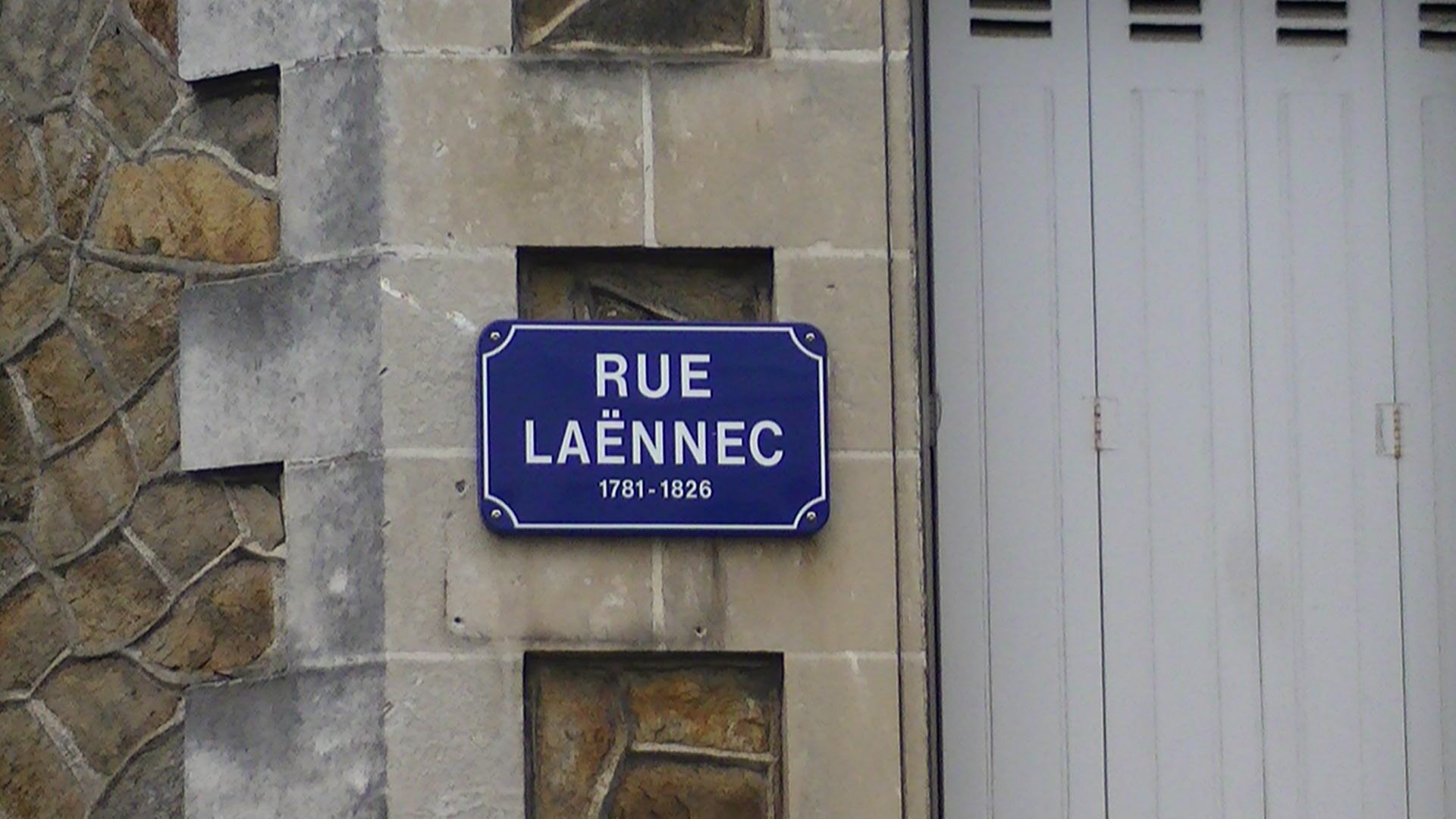
Carrer Laënnec (Nantes)